# Bubblies
Bubblies est un groupe de rock indépendant français, originaire de Toulouse, en Haute-Garonne.
Bubblies revendique son appartenance à la scène des slackers américains, un mouvement apparu au tournant des années 1990 qui était caractérisé par l'apathie et le manque de but à travers une jeunesse anticonformiste et originale.
Le groupe porte haut et fort cette "contre-culture peuplée de losers célestes et de clochards magnifiques comme autant de dieux dans l’Olympe des geeks". L’univers des Bubblies est peuplé par ces musiciens héroïques comme Frank Black, Elliot Smith, The Breeders ou autres Teenage Fan Club…
Toujours aussi libres, toujours autant ancrés dans le Do It Yourself, les Bubblies ne s’interdisent aucun excès ni aucune expérimentation quelle soit musicale, numérique, artistique ou sociétale.

## Biographie
Bubblies est formé en 1991 à Toulouse  à l’initiative de Jean Louis Puyo, musicien-compositeur.
Il aura fallu 3 ans avant que le groupe donne son premier concert dans un petit bar punk toulousain. Le succès public est immédiat et le groupe est rapidement repéré et signé par l’un des producteurs les plus originaux de l’époque, Lucas Trouble dit "Le Kaiser". Avec lui les Bubblies enregistrent en 1995, leur premier EP "Electric Legoland", puis en 1996, leur premier véritable album, "Orange".
En 1997, s’ensuivirent d’énormes scènes en France et en Espagne, et une tournée européenne aux côtés de Half Japanese.
Les derniers concerts de 1998, en France, aux côtés de Dolly et des Little Rabbits, voient le groupe trouver son line-up définitif et sa patte sonique unique. Ils sont enfin prêts à creuser jusqu’au bout la veine d’un son nouveau, puisant ses racines dans l’indie-rock américaine des Pixies et de Pavement, avec cette "Bubblies Touch"» libre et ludique, terriblement intense, qui n’appartient qu’à eux.
Les Bubblies auto-produisent un nouvel album, qui sortira en 1999, enregistré par le producteur Toulousain Triboulet, dans son studio de la Trappe.
Spécialement réussi, "Smurf in USA" reçoit les éloges de la profession et l’adhésion du public et voit le groupe s’engager avec un nouveau manager, qui les fait entrer dans la Cascade Team aux côtés de Dionysos, Dolly et Uncommonmenfrommars et dans le monde des majors.
En parallèle, le groupe créé en collaboration avec Le Florida (Agen - 47), le projet "Peace & Lobe" de prévention aux risques auditifs liée à l’écoute et à la pratique des musiques actuelles. Ils animeront ce dispositif avant de former d’autres groupes et de passer le relais. Le projet a reçu le Décibel d’Or du Conseil national du bruit à l’Assemblée Nationale en 2000, dans la catégorie “Sensibilisation et Éducation”.
En 2000, c’est la signature chez Trema et la préparation d’un troisième album. Il sera enregistré à New-York, sous la houlette de Nick Sansano, producteur des mythiques albums  "Daydream Nation" et "Goo" de Sonic Youth et de trois albums de Public Enemy. Il est également connu pour son énorme travail pour quelques chefs de la scène musicale française, comme Welcome To Julian, Noir Désir, Zebda, No One Is Innocent ou Stuck In The Sound. Il sera épaulé par Cyrille Taillandier avec qui le groupe continuera aussi à collaborer.
L’album, plaisamment intitulé "No Brain No Headache", sort en septembre 2001, entre les attentats du World Trade Center et l’explosion de l’usine AZF. Il sera précédé du single "Papier Mâché" qui passera immédiatement les ondes du Mouv’ à l’occasion de multiples diffusions.
Plus de 10 000 copies s’en écoulent avant que le groupe, en désaccord avec la stratégie de Trema, n’envoie une lettre de rupture à son label et ne décide de voler, de nouveau, de ses propres ailes.
En 2005, les Bubblies créent l’association Combustible née de cette volonté du groupe de retrouver indépendance et autonomie, au sein d’une structure souple et réactive.
Bubblies prend à nouveau son temps pour préparer une première mondiale sous la forme d’un album sur clé USB  intitulé  "Bubblegum Explosion".
Un packaging inédit : pas de CD, pas de vinyle, l’album est entièrement contenu dans une clé USB en forme de gélule. L’album se fait remarquer à sa sortie en 2006 par son percutant single "La Mouche", pour ses sonorités punk-cool entre Weezer et les Buzzcocks et par le mix toujours aussi efficace de Nick Sansano. Sans DRM, en réaction à la loi DADVSI qui vient d’être votée en France, l’idée est simple : la répression des usages numériques n’est pas la solution.
Ce nouvel album tout numérique sur clé USB reçoit un excellent accueil du public. Les médias spécialisés dans la musique, mais aussi le marketing, saluent l’œuvre.
En 2007, Bubblies participe à l'événement Toulouse is Burning.
Après ce succès le groupe part s’aérer au Maroc, le séjour, qui devait durer trois mois, durera  finalement deux ans. Un séjour qui renouvellera l’inspiration en perpétuelle ébullition des Bubblies et y insufflera de subtiles touches de musique orientale.
À son retour en France en 2009, le groupe décide de publier sur son site bubblies.net un nouveau contenu par mois (archives, vidéos lives, chansons inédites...) qui prendra ensuite la forme de l’"AudioGame #1 : The Lo-Fi Journey".
Certains des nouveaux  titres sont mixés par Cyrille Taillandier, avec qui la collaboration se construit grâce aux outils numériques harmonisés, de chaque côté de l’Atlantique. Ils sont accompagnés d’une nouvelle carte USB collector et de magistraux vidéo-clips. "Funky Care" est tourné à New-York en 2009 et "Moi" est tourné au Maroc en 2010, entre Casablanca et Mirle . Les clips d’autres titres sont bricolés à partir de documents vidéo vintages ("Non", "Christmas Song"...)
En 2013, Bubblies innove encore avec "Silent Noise - Le Concert Silencieux". Ils déplacent un caisson insonorisé d’une tonne dans l’espace public, dans les lieux les moins propices à l’exposition sonore et se jouent des frontières entre musique et bruit. Le public de passage ou venu exprès, voit mais n’entend rien... Pour avoir accès à la musique, les passants se connectent aux ondes FM accessibles grâce aux Smartphones. Pendant toute la diffusion, en même temps en direct sur Internet via streaming, un reporter interview le public présent, le questionne sur son ressenti venant ouvrir le débat sur le rôle de l’œuvre et de l’artiste dans l’espace public. Les paroles des détracteurs comme celles des amateurs sont mises au même plan, l’idée étant d’ouvrir le questionnement et les discussions.
En 2014, alors que le groupe est en train de préparer son nouvel album, King.com qui n’est autre que l’éditeur du célèbre jeu "Candy Crush", attaque le groupe dans le cadre d’une procédure de contestation de marque auprès de l’INPI, souhaitant interdire à Bubblies d’utiliser son nom, nom que l’éditeur estime proche d’un de ses nouveaux jeux.
Après plusieurs tentatives de médiation et alors que l’INPI doit bientôt statuer sur la demande de King.com, Bubblies poste sur les réseaux sociaux un appel à l’aide aux Internautes. En 48 heures, la mobilisation est telle que les médias nationaux (Canal +, TF1, Le Monde, etc.) et internationaux, relaient le combat des Bubblies, au point que King.com abandonne sa procédure,,.
Bubblies envisage une sortie de son futur album sous la forme d’un jeu vidéo, avec en ligne de mire la suite du message déjà porté lors de la sortie de son album sur clé USB en 2006 : verrouiller les œuvres et les droits des artistes reste une hérésie.
La production de cet album, "AudioGame #2", est repoussé de quelques mois à la suite de cette mésaventure. Il sera présenté au public courant 2016 et mis en ligne sur la plateforme de diffusion musicale en ligne Bandcamp.
En 2015, en parallèle de la production de l’« AudioGame #2 », Bubblies entame une collaboration avec le plasticien Philippe Pitet pour réaliser une installation plastique et musicale, ayant comme sujet central trois œuvres de Charles Bukowski, interrogeant les poèmes prophétiques de cet écrivain.
La collaboration prend le nom de Collectif CrowdHackers. Une première installation performative de ce projet intitulée « Don’t Try » sera présentée en juin 2018 au Pays Basque français, lors du Festival En Création d’Hasparren (64).

## Membres

### Membres actuels
- Carine Adsuar-Puyo - claviers, chant
- Jean-Louis - guitare, basse, chant
- Eric Tio- guitare, chant
- Julien Rufié - batterie

### Anciens membres
- Jonathan - batterie
- Mathieu - batterie
- Sébastien Comet - batterie

## Discographie

### Albums studio
- 1996 : Electriclegoland (Nova Express/Arcade)
- 1997 : Orange (Nova Express/Tripsichord)
- 1999 : Smurf_in_USA (Combustible)
- 2001 : No Brain, no Headache… (Tréma)
- 2005 : Bubblegum Explosion !
- 2012 : Bubblies 2.0 (double vinyle best-of)
- 2013 : The Audiogame
- 2016 : The Audiogame #2

### EP
- 1997 : Free 4 E.P (Avant-mardi - EP CD 4 titres)
- 1997 : Compilation Bourges 97 (Nationale)
- 1997 : Compilation Bourges 97 (Région Midi-Pyrénées)
- 1999 : No Tribute to Fugazi (Buzz off Records/My Own Private Records - Vinyl 4 titres)
- 2001 : Papier mâché (Tréma)
- 2001 : Cascade Team (Cascade)

### Singles
- 2001 :  Funky Care (Combustible) (carte USB[11])
- 2001 : Papier mâché (Tréma - EP CD 4 titres)
- 2002 :  OSCAR (Tréma - CD promotionnel)
- 2006 :  La Mouche (Combustible - CD promotionnel)
- 2007 :  Sucre en poudre (Combustible - CD promotionnel)